# Velas de Sangue
Velas de sangue é uma minissérie brasileira produzida pela VTV Produções e exibida pela RecordTV, entre 01 de novembro a 30 de novembro de 1997. Escrita por Lilinha Viveiros e Paulo Cabral, sob direção de Atílio Riccó e Régis Faria e direção geral de Atílio Riccó.

## Enredo
A ruína do casamento entre Heitor e a invejosa Alice, que nunca aceitou o fato do marido não lhe proporcionar uma vida de luxo.

## Elenco
| Ator                 | Personagem |
| -------------------- | ---------- |
| Sandra Barsotti      | Alice      |
| Ewerton de Castro    | Heitor     |
| Suely Franco         | Leonor     |
| Gérson de Abreu      | Gaúcho     |
| Adriano Reys         | Paolo      |
| Stella Freitas       | Marizé     |
| Ênio Gonçalves       | Arcanjo    |
| Anselmo Vasconcellos | Dias       |
| Elizabeth Hartmann   | Helena     |
| Maria Lúcia Dahl     | Rafaela    |
| Lorena Nobel         | Milena     |
| Estela Renner        | Sara       |
| Benito Karmonah      | Mário      |
| Émerson Muzelli      | Gabriel    |
| Rodrigo Brassoloto   | Lucas      |